# John Severin
John Powers Severin (Jersey City, 26 de dezembro de 1921 - Denver, 12 de fevereiro de 2012) foi um ilustrador e quadrinista estadunidense.
John foi um dos fundadores da Revista Mad, em 1952 e trabalhou para Marvel, em títulos como O Incrível Hulk, Namor, Conan, entre outros.
Era irmão mais velho da ilustradora, colorista e quadrinista Marie Severin.

## Biografia
John nasceu em Jersey City, em 1921. Seu pai era um imigrante norueguês nascido em Oslo e sua mãe, Peg, era de Syracuse, de uma família irlandesa. O casal teve dois filhos, John, o mais velho e Marie, a mais nova. Quando ainda era criança, a família se mudou para o Brooklyn, onde ele começou a estudar desenho e a trabalhar profissionalmente com ilustração.
Depois de se formar no ensino médio, em 1940, ele começou a trabalhar como aprendiz de maquinista e depois se alistou no Exército dos Estados Unidos, servindo na região do Pacifico durante a Segunda Guerra Mundial.

## Morte
John morreu em sua casa, em Denver, no Colorado, aos 90 anos, em 12 de fevereiro de 2012. Deixou sua esposa, Michelina e seus filhos, além da irmã, Marie.